# 锈鳞飘拂草
锈鳞飘拂草（学名：Fimbristylis ferrugineae var. ferrugineae）为莎草科飘拂草属下的一个变种。

## 扩展阅读
- 維基物種上的相關：锈鳞飘拂草